# Nový Zéland na Hopmanově poháru
Nový Zéland se účastnil Hopmanova poháru pouze jednou a to v roce 1990, kdy prohrál první kolo s Rakouskem.

## Tenisté
Tabulka uvádí seznam novozélandských tenistů, kteří reprezentovali organizaci na Hopmanově poháru.
| Jméno            | Celkem V-P | Dvouhra V-P | Čtyřhra V-P | Poprvé | Počet startů |
| Belinda Cordwell | 0–2        | 0–1         | 0–1         | 1990   | 1            |
| Kelly Evernden   | 0–2        | 0–1         | 0–1         | 1990   | 1            |

## Výsledky
| Rok  | Fáze soutěže | Místo konání         | Soupeř   | Výsledek | Stav   |
| ---- | ------------ | -------------------- | -------- | -------- | ------ |
| 1990 | První kolo   | Burswood Dome, Perth | Rakousko | 0–3      | Prohra |